# NGC 2399
NGC 2399 est un groupe de trois étoiles situé dans la constellation du Petit Chien. 
L'astronome américain George Phillips Bond a enregistré la position de ces étoiles le 26 février 1853.